# Percus plicatus
Percus plicatus es una especie de escarabajo del género Percus, familia Carabidae. Fue descrita científicamente por Dejean en 1828.
Se distribuye por España, Mallorca (en Puerto de Sóller). Mide 17-31 milímetros de longitud.